# 大台南公車黃16-1線
大台南公車黃16-1線由新營客運營運，為黃16線通車後另外新闢之路線。起站由白河站出發，經由安溪寮後，再經由菁寮、鹿草，終點行駛至高鐵嘉義站，於2019年9月1日正式通車。

## 歷史
- 2019年8月30日：於新營客運白河站舉行啟航典禮。[2]
- 2019年9月1日：黃16-1（白河站－後壁火車站－高鐵嘉義站）正式上路營運。[3]
- 2020年1月1日：俗女養成記接駁車併入黃16-1線，路線調整為「白河站－菁寮－高鐵嘉義站」，不經由台1線及台82線快速公路，裁撤「北安溪寮」至「南靖火車站」間站位，新增「新港東」、「下長短樹」、「仕安里」、「頂長短樹」、「菁寮」、「西菁寮」6處招呼站。[4]
- 2020年9月4日：新增「南新港東」招呼站。
- 2021年1月29日：新增「後廍」、「三角村」、「毛蟹行西」、「嘉義教養院」、「山仔腳1」、「鹿草」、「鹿東」、「一心教養院」8處招呼站。
- 2022年9月30日：新增「高鐵國寶」招呼站。

## 路線基本資料
- 全程行車里數：27.0公里。
- 全程行車時間：約45分。
- 行經行政區域：臺南市白河區、後壁區，嘉義縣鹿草鄉、太保市。
- 主要行駛道路：市道172號、南74線、南85線、嘉31線、縣道163號、縣道167號、台37線。

### 停站
參見右側站牌路線圖。

### 收費
依里程計費，刷卡前8公里免費，轉乘再優惠9元。

### 配車
- 2012年 1輛TOYOTA COASTER中巴：815-FS
- 2014年 2輛DAEWOO低地板公車：543-U9、545-U9
- 2015年 4輛DAEWOO低地板公車：611-U9、612-U9、613-U9、615-U9
- 2018年 1輛HINO RK8JRVA大復康巴士：KKA-7611
- 以上為較常行駛車輛，其餘時段亦有其他配車行駛

## 外部連結
- 大台南公車黃16-1線路線圖&時刻表 （页面存档备份，存于）
- 大台南公車 （页面存档备份，存于）
- 新營客運 （页面存档备份，存于）